# Вашлобі
Вашлобі (груз. ვაშლობი) — село в Грузії.
За даними перепису населення 2014 року в селі проживає 10 осіб.